# Motor Trike
Motor Trike is een merk van trikes.
De bedrijfsnaam is: Motor Trike Inc., Troup, Texas. 
Amerikaans bedrijf dat trikes bouwt op basis van zware Japanse motoren.